# Choi Jin-hyuk
Dans ce nom coréen, le nom de famille, Choi, précède le nom personnel.
Choi Jin-hyuk (coréen : 최진혁) né le 9 février 1985 à Mokpo, est un acteur sud-coréen.

## Filmographie

### Séries télévisées
| Année     | Titre                                  | Rôle                       | Chaîne    |
| --------- | -------------------------------------- | -------------------------- | --------- |
| 2006-2007 | Just Run!                              | Lee Hyuk-jin               | KBS2      |
| 2007      | Drama City: 이웃의 한 젊은이를 위하여  | Kim Byung-young            | KBS2      |
| 2007-2008 | Belle                                  | Oh Jae-hyuk                | KBS1      |
| 2008      | Hometown Legends: Nine-tailed Fox      | Hyo-moon                   | KBS2      |
| 2008-2009 | My Precious You                        | Ha Dong-woo                | KBS2      |
| 2009      | Hometown Legends: Come with Me to Hell | Lee Rang                   | KBS2      |
| 2010      | Pasta                                  | Sunwoo Deok                | MBC       |
| 2010-2011 | It's Okay, Daddy's Girl                | Choi Hyuk-ki               | SBS       |
| 2011      | I Need Romance                         | Bae Sung-hyun              | tvN       |
| 2011-2012 | My Daughter the Flower                 | Gu Sang-hyuk               | SBS       |
| 2012      | Ms Panda and Mr Hedgehog               | Choi Won-il                | Channel A |
| 2013      | Gu Family Book                         | Gu Wol-ryung               | MBC       |
| 2013      | The Heirs                              | Kim Won                    | SBS       |
| 2014      | Emergency Couple                       | Oh Chang-min               | tvN       |
| 2014      | Flower Grandpa Investigation Unit      | Lee Joon-hyuk (jeune)      | tvN       |
| 2014      | Fated to Love You                      | Daniel Pitt                | MBC       |
| 2014-2015 | Pride and Prejudice                    | Gu Dong-chi                | MBC       |
| 2016      | A Beautiful Mind                       | TBA                        | KBS       |
| 2017      | Tunnel                                 | Park Gwang-ho              | ONC       |
| 2018-2019 | The Last Empress                       | Na Wang-sik / Chun Woo-bin | SBS       |
| 2020      | Rugal (루갈)                           | Kang Ki-beom               | OCN       |
| 2020      | Zombie Detective (좀비 탐정)           | Moo Young                  | KBS       |

### Films
| Année | Titre                              | Rôle       |
| ----- | ---------------------------------- | ---------- |
| 2012  | Tone-deaf Clinic aka Love Clinique | Min-soo    |
| 2013  | Beginning of a Dream               | Kim Jun-su |
| 2014  | The Divine Move                    | Sun-soo    |
| 2015  | Koisuru Vampire                    | Mike       |

### Emissions de variétés
| Année | Titre                                           | Chaîne      | Notes               |
| ----- | ----------------------------------------------- | ----------- | ------------------- |
| 2006  | Survival Star Audition                          | KBS2        | finaliste           |
| 2010  | Star Photographer Tansaenggi - Passionate Force | MBC Every 1 | acteur régulière    |
| 2013  | Running Man                                     | SBS         | invité, épisode 166 |
| 2014  | Happy Together - Saison 3                       | KBS2        | invité, épisode 363 |

### Clips musicaux
| Année | Titre de la chanson | Artiste  |
| ----- | ------------------- | -------- |
| 2012  | Even If I Choke Up  | T.G.U.S. |
| 2013  | Sad Song            | Tae One  |

## Discographie
| Année | Titre de la chanson | Notes                             |
| ----- | ------------------- | --------------------------------- |
| 2011  | Enough to Die       | suivi de It's Okay, Daddy's Girl  |
| 2012  | Inverted Love       | suivi de Ms Panda and Mr Hedgehog |
| 2013  | Best Wishes to You  | track from Gu Family Book         |
| 2013  | Don't Look Back     | suivi de The Heirs                |
| 2014  | Scent of a Flower   | suivi de Emergency Couple         |

## Prix et nominations
| Année | Prix                         | Catégorie                   | Travail         | Résultat   |
| ----- | ---------------------------- | --------------------------- | --------------- | ---------- |
| 2006  | KBS Survival Star Audition   | Grand prix (Daesang)        | NC              | Lauréat    |
| 2013  | 6th Style Icon Awards        | Meilleur prix K-Style       | NC              | Lauréat    |
| 2013  | 2nd APAN Star Awards         | Meilleur nouvel acteur      | Gu Family Book  | Lauréat    |
| 2013  | 2013 MBC Drama Awards        | Meilleur nouvel acteur      | Gu Family Book  | Nomination |
| 2013  | 2013 SBS Drama Awards        | Meilleur nouvel artiste     | The Heirs       | Lauréat    |
| 2014  | 50th Baeksang Arts Awards    | Meilleur nouvel acteur (TV) | Gu Family Book  | Nomination |
| 2014  | 2nd Asia Rainbow TV Awards   | Meilleur acteur de soutien  | Gu Family Book  | Lauréat    |
| 2014  | 7th Korea Drama Awards       | Prix d'excellence, acteur   | The Heirs       | Nomination |
| 2014  | 7th Style Icon Awards        | Top 10 des icônes de style  | NC              | Nomination |
| 2014  | 51st Grand Bell Awards       | Meilleur nouvel acteur      | The Divine Move | Nomination |
| 2014  | 35th Blue Dragon Film Awards | Meilleur nouvel acteur      | The Divine Move | En attente |